# Jezero Hámún
Jezero Hámún, též Hámun-e Helmand nebo Sístánské jezero, je jezero na hranicích Íránu a Afghánistánu. Pokrývá nejhlubší část Sístánské pánve a je napájeno řekami Hilmand, Hárutrud, Faráhrud a Kášrud, které pramení v západním Hindúkuši. Pokrývá oblast kolem 3'000 km² a v závislosti na množství vody může dosahovat hloubky až 11 metrů. V případě nižšího stavu vody se rozpadá na tři menší jezera zvaná Hámun-e Sáberi, Hámun-e Puzak, and Gowd-e Zereh. V důsledku vysokých letních teplot a silného větru je pro jezero typický velmi velký odpar.
Na rozdíl od jiných bezodtokých oblastí Íránu je jezero Hamún pravidelně doplňováno sladkou vodou, což vedlo ke vzniku unikátního ekosystému: Oblast obývají různé druhy ryb, vrubozobých a hrabavých ptáků a roste zde typická vegetace složená především ze šáchorovitých rostlin (Schoenoplectiella mucronata), rákosu obecného a orobince úzkolistého, schopná přežít několik let sucha.

## Kultura
Jezero Hamún zaujímá výjimečnou pozici v zarathuštrismu a zmiňována je v Avestě i středoperské literatuře. V Zamjád jaštu je zmiňováno jako Kãsaoja, společně s řekou Haétumunant, tedy Hilmandem, a horou Ušidam, čímž je snad myšlena Kuh-e Kvája. Kromě Haétumunant se do jezera mělo vlévat osm dalších řek: Chvástrá, Hvaspá, Fradathá, Chvarenahvaití, Uštavaití, Urvadhá, Erezí a Zarnumaití.
V tomtéž textu a také ve Vidévdátu se uvádí, že se z něj zrodí saošjant Astvat-ereta, zarathuštrický spasitel. Ve středoperském Bundahišnu, kde je jezero nazýváno Kajánsíh, se navíc uvádí, že jezero vzniklo v důsledku snah túrského padoucha Frásijáva získat chvarenu.